# Expelled: No Intelligence Allowed
Expelled: No Intelligence Allowed é um filme documentário de 2008, dirigido por Nathan Frankowski e estrelado por Ben Stein. O filme argumenta que o estabelecimento da ciência dominante suprime acadêmicos que acreditam ver evidência de design inteligente na natureza e que criticam as evidências que suportam a evolução de Darwin e a síntese evolutiva moderna como uma conspiração corrente para manter Deus fora dos laboratórios de ciências e salas de aula. O filme afirma que há uma conspiração na academia para oprimir e excluir as pessoas que acreditam no design inteligente.

## Bilheteria e impacto na mídia
Expelled estreou em 1.052 cinemas, mais do que qualquer outro documentário antes dele, e arrecadou mais de US $ 2.900.000 no primeiro fim de semana. Ele arrecadou US $ 7,7 milhões, tornando-se o 33º documentário de maior bilheteria dos Estados Unidos (em 2018, e não ajustado pela inflação). Tornou-se a  sétima maior bilheteria de filmes do tipo 'documentário político' de todos os tempos.
A resposta da mídia ao filme foi amplamente negativa. Múltiplas resenhas, incluindo as do USA Today e da Scientific American, descreveram o filme como propaganda criacionista, com o USA Today acrescentando que era "um discurso político disfarçado de um comentário sério sobre a sufocada liberdade de investigação" e a Scientific American chamando-o de "um ataque sem ciência a Darwin". O New York Times considerou isso "um discurso de teoria da conspiração disfarçado de investigação investigativa" e "uma peça de propaganda sem princípios que insulta crentes e não crentes da mesma forma".

## Roteiro
Ben Stein . Stein fornece comentários narrativos ao longo do filme. Ele é retratado visitando uma sequência de universidades para entrevistar proponentes do design inteligente que afirmam ter sido vitimados, e cientistas evolucionistas que são apresentados como ateus. O filme faz uso considerável de clipes antigos, incluindo cenas de abertura mostrando o Muro de Berlim sendo construído como uma metáfora para as barreiras à aceitação científica do design inteligente. O filme aponta algumas hipóteses científicas sobre a origem da vida e apresenta uma curta animação retratando o funcionamento interno da célula para introduzir o conceito de design inteligente de complexidade irredutível, a afirmação de que tal complexidade não poderia surgir de mutações espontâneas. Os proponentes do design inteligente mostrados incluem Richard Weikart, que afirma que o darwinismo influenciou os nazistas. O filme também associa as ambições de Adolf Hitler de uma raça superior e do Holocausto às idéias darwinianas de sobrevivência do mais apto . Ele faz isso usando clipes de filmes de arquivos de laboratórios de campos de concentração nazistas, bem como declarações do sociólogo Uta George, diretor do Memorial Hadamar, onde 15.000 pessoas com deficiência foram mortas durante a Segunda Guerra Mundial. O filme aborda diretamente o design inteligente apenas superficialmente, focando em como ele é tratado na academia ao invés de questões envolvendo o próprio conceito. Quase não faz nenhuma tentativa de definir o design inteligente ou mostrar qualquer evidência científica a favor do design inteligente. Em vez disso, o filme lida com o assunto quase inteiramente de um ponto de vista político, ao invés de científico.

## Acusações de racismo, eugenia e nazismo
Expelled examina o design inteligente como uma questão não apenas científica, mas ideológica e  política. A teoria científica da evolução é retratada no filme como tendo líderes cientistas agindo de forma semelhante ao fascismo, o nazismo o  Holocausto, o comunismo, o ateísmo e a eugenia, e ainda defende supostas contribuições do darwinismo para o darwinismo social e o racismo, ao difundir a ideia de maior semelhança entre negros africanos e macacos,  e  que os seres "superiores" naturalmente devem dominar os mais "fracos" para o bem da prole, o que foi defendido por Eugene,  primo de Darwin.
Richard Weikart, historiador e membro do Discovery Institute, aparece no filme afirmando que o trabalho de Charles Darwin no século XIX influenciou Adolf Hitler. Ele argumenta que a percepção de Darwin de que os humanos não são qualitativamente diferentes dos animais, com qualidades como moralidade decorrentes de processos naturais, mina o que Weikart chama de "concepção judaico-cristã da santidade da vida humana ". As câmaras de gás e os campos de concentração nazistas têm uma grande participação na narrativa do filme. No filme, o filósofo e colega do Discovery Institute David Berlinski diz que o darwinismo foi uma causa "necessária, embora não suficiente" para o Holocausto, e Uta George, diretor do Memorial Hadamar na Alemanha, diz que "os nazistas confiaram em Darwin. Sim, e cientistas alemães."
O editor da Scientific American , John Rennie, escreveu que o filme usa repetidamente o termo "Darwinismo" em vez de evolução para retratar a ciência como se fosse uma ideologia dogmática como o marxismo.
Arthur Caplan, diretor do Centro de Bioética da Universidade da Pensilvânia, escreveu em sua coluna MSNBC que o filme é uma "narrativa assustadoramente imoral", incluindo "uma mistura tóxica de fantasias de perseguição, referências desconectadas e inadequadas a regimes comunistas decaídos e seus líderes e uma forma muito repugnante de negação do Holocausto da boca grande e monótona de Ben Stein ". Caplan criticou duramente o que descreveu como a disposição de Stein “de subverter a razão principal pela qual o Holocausto ocorreu — o racismo — para servir a seu próprio fim ideológico. De fato, expulso."
Em uma entrevista de 7 de abril de 2008 com Paul Crouch Jr., da Trinity Broadcasting Network sobre o filme, Stein disse que a ciência levou ao assassinato de crianças nazistas e afirmou que "O amor de Deus e a compaixão e empatia conduzem você para um lugar muito glorioso. A ciência leva você a matar pessoas."
Em 29 de abril de 2008, a Liga Anti-Difamação emitiu a seguinte declaração condenando o uso do Holocausto pelo filme: 
O filme Expelled: No Intelligence Allowed se apropria indevidamente do Holocausto e de suas imagens como parte de seu esforço político para desacreditar a comunidade científica que rejeita a chamada teoria do design inteligente. Hitler não precisava de Darwin para conceber seu plano hediondo para exterminar o povo judeu e Darwin e a teoria da evolução não podem explicar a loucura genocida de Hitler. Usar o Holocausto para manchar aqueles que promovem a teoria da evolução é ultrajante e banaliza os fatores complexos que levaram ao extermínio em massa dos judeus europeus. 
Quando o escritor do Vancouver Sun , Peter McKnight, pediu a Stein para comentar sobre a declaração da Liga Antidifamação, Stein respondeu: "Não é da conta deles".

## Argumentos científicos do design inteligente
O filme retrata o design inteligente como uma alternativa à evolução e afirma que ele merece um lugar na academia. Essa "teoria do design" é definida no filme por Paul Nelson , do Discovery Institute, como "o estudo dos padrões da natureza que são melhor explicados como resultado da inteligência". Stein diz no filme que o design inteligente não é ensinado ou pesquisado na academia porque é "suprimido de uma forma sistemática e implacável". O National Center for Science Education (NCSE), um dos grupos discutidos no filme, responde que "o design inteligente não produziu nenhuma pesquisa para suprimir" e "O problema fundamental com o design inteligente como ciência é que as afirmações do design inteligente não podem ser testado. "
No processo judicial federal dos Estados Unidos, Kitzmiller v. Dover Area School District (2005), o design inteligente foi julgado uma versão reformulada do criacionismo e, como tal, a introdução do design inteligente nas salas de aula de ciências das escolas públicas era uma violação religiosa inconstitucional. No filme, o presidente do Discovery Institute, Bruce Chapman, negou que ensinar design inteligente nas aulas de ciências seja uma tentativa de introduzir a religião furtivamente nas escolas públicas. Stein, o Discovery Institute e expulso ' publicitário, Motive entretenimento, todas usaram o filme para suporte de compilação de contas de liberdade acadêmica em vários estados. Esses projetos de lei permitiriam que os educadores das escolas públicas apresentassem, de forma independente, críticas ou alternativas à evolução, mas muitos vêem os projetos de lei como os mais recentes em uma série de estratégias anti evolucionárias destinadas a trazer o criacionismo para a sala de aula.
O filme mostra ainda teorias científicas alternativas à evolução do darwinismo, e defende que vários cientistas discordantes do Darwinismo são perseguidos no meio acadêmico pelo "Establishment" da ideologia dominante corrente, de tendência neo-atéia.
O filme retrata o design inteligente como motivado pela ciência, ao invés de religião, embora ele não dê uma definição detalhada da frase ou a tentativa de explicá-lo em um nível científico. Exceto por abordar brevemente questões sobre a complexidade irredutível, o documentário Expelled o examina como uma questão política.

## Alegação de perseguição a defensores do design inteligente
O filme afirma que há uma perseguição generalizada a educadores e cientistas que promovem o design inteligente e uma conspiração para manter Deus fora dos laboratórios e salas de aula do país. O filme contém entrevistas com educadores e cientistas nas quais eles descrevem essa perseguição. No filme, Stein diz: "Não são apenas os cientistas que participam. A mídia está nisso, os tribunais, o sistema educacional, todo mundo está atrás deles. " Stein ainda acusa a academia de ter um compromisso dogmático com o darwinismo, comparável à 'linha partidária' do Partido Comunista da União Soviética . Eugenie Scott, do National Center for Science Education, afirmou que os cineastas estavam explorando o senso de justiça dos americanos como uma forma de vender suas visões religiosas e que ela temia que o filme retratasse "a comunidade científica como intolerante, com mente fechada e como perseguindo aqueles que discordam deles. E isso é simplesmente errado. "

## Retrato da ciência evolucionária como ateísta
O filme alega que muitos cientistas e o empreendimento científico estão dogmaticamente comprometidos com o ateísmo, e que um compromisso com o materialismo no estabelecimento científico está por trás da alegada supressão do design inteligente. William A. Dembski abordou a questão das explicações do design na ciência, dizendo que "muitos campos de estudo envolvem design inteligente, incluindo arqueologia, ciência forense e a Busca por Inteligência Extraterrestre (SETI). Um arqueólogo, por exemplo, examina a evidência — como uma pedra de formato curioso — para determinar se ela pode ser produto de uma inteligência humana." Stein afirma que "Existem pessoas lá fora que querem manter a ciência em uma pequena caixa onde ela possivelmente não possa tocar um poder superior, e possivelmente não possa tocar Deus." A Scientific American criticou o filme por não notar que o método científico lida apenas com explicações que podem ser testadas ou validadas empiricamente e, portanto, logicamente não pode usar explicações religiosas não testáveis ou "baseadas em design".
O National Center for Science Education critica o filme pela falácia da composição: representar cientistas ateus como representantes de todos os cientistas, sem discutir os muitos cientistas proeminentes que são religiosos, criando assim uma falsa dicotomia entre ciência e religião. O produtor associado do filme, Mark Mathis, disse que embora não tenha decidido quem e quais entrevistas entraram no filme, era sua opinião que incluir o biólogo católico romano Kenneth R. Miller teria "confundido o filme desnecessariamente " Mathis também questionou a honestidade intelectual de um católico que aceita a evolução. Mais tarde, Miller observou que 40% dos membros da Associação Americana para o Avanço da Ciência professam fé em um Deus pessoal .
Em sua resenha, o Waco Tribune-Herald disse "Essa é a verdadeira questão de Expelled — cientistas ateus contra Deus — mesmo que isso enfraqueça totalmente as declarações de pesquisadores de design inteligente no início do filme de que a identidade não tem nada a ver com religião." Ele descreveu o fracasso em cobrir "como os evolucionistas cristãos reconciliam fé e ciência" como "talvez a omissão mais gritante e reveladora do filme", e disse que o filme "rapidamente rejeitou [tais proponentes da evolução teísta ] por uma cadeia de citações que marca como cristãos liberais e enganados por ateus militantes em seus esforços para tirar a religião da sala de aula ". Defendendo o filme, o produtor, Walt Ruloff, disse que cientistas como o proeminente geneticista Francis Collins mantêm sua religião e ciência separadas porque estão "seguindo a linha do partido". Collins, que não foi entrevistado para o filme em nenhuma de suas encarnações, chamou as afirmações de Ruloff de "simplesmente ridículas".

## O debate Stein versus Dawkins
Um dos momentos mais interessantes é o confronto "mano a mano" entre Stein e Dawkins, este último, conhecido como uma espécie de mentor do movimento ateu militante anti-religioso. Dawkins admite indícios da possibilidade de um "Design Inteligente", citando que possivelmente se encontrem evidências bioquímicas e biomoleculares de um "Desenhador Inteligente" com um plano inteligente no projeto dos organismos, mas que possivelmente foi causado por uma inteligência superior de fora de nosso mundo.Dawkins teoriza que o "desenhador" inteligente que planejou a complexidade dos seres vivos possa ter sido um extraterrestre vindo de outra galáxia, semeando a vida na Terra, afirmação esta que prova que o "guru" ateu admite o design inteligente ao menos como hipótese, sendo contrário apenas a ideia de Deus e aceitando outra inteligência no lugar. No debate, postado no you tube com grande número de acessos(Dawkins admite: extraterrestres semearam vida na Terra), vemos um dawkins inseguro, acuado, diante de um Stein direto e incisivo.

## Pessoas apresentadas no filme
O filme retrata várias pessoas, incluindo Richard Sternberg, Guillermo Gonzalez e Caroline Crocker, como vítimas da perseguição por grandes organizações científicas e acadêmicas por sua promoção do design inteligente e por questionar o darwinismo. Outros defensores do design inteligente, como William Dembski, Stephen C. Meyer, Jonathan Wells, Paul Nelson, Pamela Winnick e Gerald Schroeder, junto com o opositor David Berlinski, aparecem no filme. Expelled também apresenta brevemente várias pessoas anônimas, seus rostos escurecidos para torná-los irreconhecíveis, que dizem que seus empregos nas ciências seriam comprometidos se sua crença no design inteligente fosse tornada pública, um dos quais afirma acreditar que a maioria dos cientistas iguala o design inteligente a criacionismo, a direita religiosa e teocracia.
Além disso, o filme inclui entrevistas com cientistas e outros que defendem o ensino da evolução e criticam o design inteligente como uma tentativa de trazer a religião para a sala de aula de ciências. Os entrevistados incluem PZ Myers, William B. Provine, Richard Dawkins, Michael Ruse, Michael Shermer, Christopher Hitchens e Eugenie Scott.

## Robert J. Marks II
Robert J. Marks II é um professor da Baylor University que teve seu site de pesquisa fechado pela Universidade e foi forçado a devolver o dinheiro da bolsa quando foi descoberto que seu trabalho tinha um link para o design inteligente. A pesquisa em questão foi para o Laboratório de Informática Evolutiva que Marks formou com o colega do Discovery Institute William A. Dembski, e que utilizou os servidores da Universidade para hospedar o site. A universidade removeu o site após receber reclamações de que parecia ser endossado pela universidade. Posteriormente, os funcionários da Baylor permitiram que o site voltasse ao servidor, mas exigiram que fossem feitas alterações no site para que não parecesse endossado pela Universidade. O site foi restabelecido independentemente da Baylor University.

## Guillermo Gonzalez
Guillermo Gonzalez, um astrofísico que foi professor assistente no Departamento de Física e Astronomia da Iowa State University até maio de 2008, é entrevistado por Stein, que afirma que, apesar de um registro de pesquisa "estelar" que levou à descoberta de novos planetas, Gonzalez teve o mandato negado em abril de 2007 porque seu livro The Privileged Planet (2004), em coautoria com o filósofo analítico e defensor do design inteligente Jay W. Richards, argumentou que o Universo foi projetado de forma inteligente. Gonzalez afirma que, antes de sua revisão de mandato, ele foi objeto de uma campanha no campus para "envenenar a atmosfera" contra ele, e que quase certamente teria recebido o mandato se não fosse um defensor do design inteligente. O filme entrevistou um membro do corpo docente da Universidade Estadual de Iowa, que afirmou que Gonzalez teve o mandato negado porque a universidade temia que, se concedesse a Gonzalez, a universidade se tornaria associada ao movimento do design inteligente .
Antes do lançamento do filme, a Iowa State University abordou a controvérsia a respeito do mandato de Gonzalez, dizendo que após a revisão normal de suas qualificações, como seu registro de publicações científicas (que caiu drasticamente depois que ele entrou para o corpo docente), ele não foi agraciado com o mandato e a promoção com o fundamento de que "simplesmente não mostrou a trajetória de excelência que esperamos de um candidato que busca um mandato em física e astronomia". Eli Rosenberg, presidente do Departamento de Astronomia, também observou que, durante o tempo de Gonzalez no estado de Iowa, Gonzalez não conseguiu obter qualquer forma de financiamento externo substancial. Na década anterior, quatro dos 12 candidatos que foram examinados no departamento não conseguiram o mandato.

## Opositores do design inteligente
Michael Shermer é um autor, historiador da ciência, fundador da The Skeptics Society e editor de sua revista Skeptic, que é amplamente dedicada a investigar e desmascarar alegações pseudocientíficas e sobrenaturais. Ele foi entrevistado para o filme por Stein e Mark Mathis para saber sua opinião sobre design inteligente e evolução. Shermer descreve o design inteligente como "três quartos do caminho para o absurdo" e expressa ceticismo com as alegações de que vários acadêmicos foram demitidos por defendê-lo.
Shermer, em uma coluna online que coincidiu com o lançamento de Expelled, descreveu se sentir estranho sobre seus motivos logo após o início da entrevista:
"De minha parte, no momento em que me sentei com Stein (com Mathis lá) e ele me fez aquela pergunta sobre demitir pessoas por expressarem pontos de vista divergentes uma dúzia de vezes, percebi que estava sendo manipulado para dar certas respostas que eles queriam que eu. dar. Eu perguntei a ambos, várias vezes, se eles tinham mais alguma coisa a me perguntar sobre teoria da evolução ou Design Inteligente. Frustrado, finalmente disse algo como "Você tem alguma outra pergunta a me fazer ou continua me fazendo essa pergunta na esperança de que eu dê uma resposta diferente?"
Depois de um intervalo e uma conversa fiada, a entrevista foi retomada, mas as perguntas continuaram a seguir uma veia semelhante:
Stein finalmente pediu minha opinião sobre pessoas sendo demitidas por endossar o Design Inteligente. Respondi que não conheço nenhum caso em que tal incêndio tenha acontecido. Essa observação aparentemente inocente se transformou em uma confissão fílmica de ignorância quando minha entrevista para a câmera termina abruptamente aí, porque quando vi Expelido em uma exibição prévia ... descobri que a tese central do filme é uma teoria da conspiração sobre o sistemático tentativa de manter o criacionismo do Design Inteligente fora das salas de aula e da cultura americana.
Shermer afirmou que acredita que o filme é eficaz em transmitir sua mensagem ao público-alvo.

## Richard Dawkins
Richard Dawkins é um biólogo evolucionista e escritor popular de ciências. Dawkins é retratado como um dos principais membros do establishment científico. A admissão de Dawkins de que seu estudo da evolução ajudou em seu movimento em direção ao ateísmo é usada pelo filme para traçar uma conexão positiva entre eles. Em sua crítica do filme para a New Scientist, Amanda Gefter comenta sobre a apresentação do filme da entrevista de Dawkins, incluindo mostrá-lo "na cadeira de maquiagem, um movimento calculado para rebaixar, já que certamente todos os outros, incluindo Stein, estão inflados off-camera", e descreve" música agourenta "e uma" sala mal iluminada "filmada com" ângulos de câmera sinistros "usados como parte de um apelo à" emoção crua "durante sua entrevista.
Na entrevista de Dawkins, o diretor se concentrou na pergunta de Stein a Dawkins a respeito de um cenário hipotético em que o design inteligente poderia ter ocorrido. Dawkins respondeu que, no caso do "evento altamente improvável de que alguma dessas 'Panspermia Dirigida' fosse responsável por projetar a vida neste planeta, os seres alienígenas ELES MESMOS teriam de ter evoluído, se não por seleção darwiniana, por algum 'guindaste' equivalente (para citar Dan Dennett ) ". Ele mais tarde descreveu isso como sendo semelhante ao exemplo "meio irônico" de Francis Crick e Leslie Orgel.

## Acusações de que os produtores enganaram os entrevistados
O filme foi criticado pelos entrevistados que são críticos do design inteligente (PZ Myers, Dawkins, Shermer, e Eugenie Scott), que dizem que foram induzidos a participar ao serem entrevistados para um filme chamado Crossroads: The Intersection of Science and Religion, e foram direcionados para uma sinopse que implicava uma abordagem ao documentário creditando Darwin com a "resposta" de como a humanidade se desenvolveu: 
Esta tem sido a questão central da humanidade através dos tempos: como diabos chegamos aqui? Em 1859 Charles Darwin forneceu a resposta em seu livro marcante, A Origem das Espécies. Desde então, no século e meio, geólogos, biólogos, físicos, astrônomos e filósofos contribuíram com uma vasta quantidade de pesquisas e dados em apoio à ideia de Darwin. Mesmo assim, milhões de cristãos, muçulmanos, judeus e outras pessoas de fé acreditam em uma interpretação literal de que os humanos foram criados pelas mãos de Deus. O conflito entre ciência e religião desencadeou paixões em reuniões de conselhos escolares, tribunais e prefeituras em toda a América e além.

- Site da Defunct Rampant Films para Crossroads
Mas antes que os entrevistados fossem abordados, o filme já havia sido apresentado a Stein como uma imagem antidarwinista:
Fui abordado há alguns anos pelos produtores, e eles me descreveram a questão central de Expelled, que era sobre o darwinismo e por que ele bloqueou tanto o estabelecimento acadêmico quando a teoria tem tantos buracos. E por que a liberdade de expressão foi perdida em tantas faculdades a ponto de você não poder questionar nem mesmo o mais leve darwinismo ou seus colegas o rejeitarão, você perderá seu emprego e será humilhado publicamente. À medida que me mandavam livros e falavam sobre essas coisas, fiquei mais entusiasmado com a participação. Além disso, nunca fui um grande fã do darwinismo porque ele desempenhou um papel importante na solução final dos nazistas para seu chamado "problema judeu" e foi claramente instrumental em sua racionalização do Holocausto. Então, eu estava preparado para fazer um projeto sobre como o darwinismo se relaciona com o fascismo e delinear as falhas do darwinismo em geral.

- Ben Stein, "Mocked and Belittled", WORLD
Ao saber da postura pró-design inteligente do filme real, Myers disse, "não dizer a um dos lados em um debate sobre qual poderia ser o assunto e, em seguida, conduzi-lo aleatoriamente para vários tópicos, com a intenção de editá-lo posteriormente até as partes que apenas mostram os pontos que você deseja, é a versão em vídeo da extração de citações e é fundamentalmente desonesta ". Dawkins disse: "Em nenhum momento me deram a menor pista de que essas pessoas eram uma frente criacionista", e Scott disse: "Só espero que as pessoas sejam honestas comigo, e não foram".
Mathis chamou Myers, Dawkins e Scott de "bando de hipócritas" e disse que ele "repassou todas as perguntas a essas pessoas antes das entrevistas e enviei por e-mail as perguntas para muitos deles com dias de antecedência".
Roy Speckhardt, diretor executivo da American Humanist Association escreveu uma carta ao editor do The New York Times, escrevendo: "Se alguém precisa acreditar em um deus para ser moral, por que estamos vendo mais um caso de desonestidade por parte dos devotos? Por que os principais cientistas foram enganados quanto às intenções de um grupo religioso de cineastas?"

## Problema de citação de Charles Darwin
Em apoio à sua afirmação de que a teoria da evolução inspirou o nazismo, Ben Stein atribui a seguinte declaração ao livro de Charles Darwin de 1871, The Descent of Man :
Com os selvagens, os fracos de corpo ou mente logo são eliminados. Nós, homens civilizados, por outro lado, fazemos o máximo para controlar o processo de eliminação; construímos asilos para os imbecis, os mutilados e os doentes. Assim, os membros fracos das sociedades civilizadas propagam sua espécie. Ninguém que cuidou da criação de animais domésticos duvidará que isso seja altamente prejudicial à raça humana. Quase ninguém é tão ignorante a ponto de permitir que seus piores animais se reproduzam.
A fonte original mostra que a leitura seletiva de Darwin por Stein mudou significativamente o significado do parágrafo, deixando de fora frases inteiras e parciais sem indicar que ele o havia feito. O parágrafo original (palavras que Stein omitiu mostradas em negrito ) e o parágrafo subsequente no estado do livro:
Com os selvagens, os fracos de corpo ou mente logo são eliminados; e aqueles que sobrevivem geralmente exibem um vigoroso estado de saúde. Nós, homens civilizados, por outro lado, fazemos o máximo para controlar o processo de eliminação; construímos asilos para os imbecis, os mutilados e os doentes; nós instituímos leis para os pobres; e nossos médicos exercem sua máxima habilidade para salvar a vida de cada um até o último momento. Há razões para acreditar que a vacinação preservou milhares, que de uma constituição fraca teriam anteriormente sucumbido à varíola. Assim, os membros fracos das sociedades civilizadas propagam sua espécie. Ninguém que cuidou da criação de animais domésticos duvidará que isso seja altamente prejudicial à raça humana. É surpreendente como a falta de cuidado, ou cuidado mal dirigido, leva à degeneração da raça doméstica; mas, exceto no caso do próprio homem, dificilmente alguém é tão ignorante a ponto de permitir que seus piores animais se reproduzam. A ajuda que nos sentimos impelidos a dar aos desamparados é principalmente um resultado incidental do instinto de simpatia, que foi originalmente adquirido como parte dos instintos sociais, mas posteriormente tornado, da maneira anteriormente indicada, mais terno e mais amplamente difundido. Tampouco poderíamos controlar nossa simpatia, se assim estimulados por uma dura razão, sem deterioração na parte mais nobre de nossa natureza. O cirurgião pode endurecer-se durante a operação, pois sabe que está agindo pelo bem de seu paciente; mas se tivéssemos de negligenciar intencionalmente os fracos e desamparados, isso só poderia ser para um benefício contingente, com um certo e grande mal presente. Portanto, devemos suportar sem reclamar os efeitos indubitavelmente ruins dos fracos sobrevivendo e propagando sua espécie; mas parece haver pelo menos um freio em ação constante, ou seja, os membros mais fracos e inferiores da sociedade não se casando tão livremente quanto o som; e essa restrição pode ser aumentada indefinidamente, embora isso seja mais esperado do que o esperado, pelos fracos de corpo ou mente que se abstêm do casamento.
De acordo com John Moore, escrevendo para o Canadian National Post :
Stein cita uma passagem nos escritos de Darwin que parece endossar a noção de que, para uma espécie prosperar, os enfermos devem ser eliminados. Ele omite a parte em que Darwin insiste que isso seria "mau" e que o cuidado do homem com os fracos é "a parte mais nobre de nossa natureza". Quando perguntei a Stein sobre isso em meu programa de rádio, ele disse impassível: "Se algum fã de Darwin estiver ouvindo e nós o citarmos erroneamente, sentimos muito; não pretendemos desacreditar Darwin".
O site Expelled Exposed: Why Expelled Flunks do National Center for Science Education também aponta que a mesma citação seletiva enganosa desta passagem foi usada pelo anti-evolucionista William Jennings Bryan no Julgamento de Scopes de 1925, mas a passagem completa deixa claro que Darwin foi não defendendo a eugenia. O movimento da eugenia baseou-se em suposições simplistas e errôneas sobre a hereditariedade e, na década de 1920, os biólogos evolucionistas estavam criticando a eugenia. Clarence Darrow, que defendeu o ensino da evolução humana no Julgamento de Scopes, escreveu um repúdio mordaz à eugenia.
Em um suplemento a uma revisão do Expelled, o curador do Museu de História Natural do Condado de Los Angeles, Kirk J. Fitzhugh, cita os dois parágrafos de Darwin em sua totalidade e diz que, no contexto mostrado pelo segundo parágrafo "O que descobrimos é que a posição de Darwin é diametralmente oposto ao que Stein insinuou."

## Pré-lançamento
Como parte do marketing de pré-lançamento do filme, uma página do sistema RSVP baseada na web foi divulgada, oferecendo exibições privadas gratuitas de filmes. As pessoas que preencheram um formulário de inscrição on-line receberam uma confirmação de reserva por e-mail, informando que nenhum ingresso era necessário e que os IDs seriam verificados em uma lista de nomes. Os produtores também realizaram exibições apenas para convidados para organizações religiosas e funcionários do governo, incluindo exibições para legisladores para promover projetos de lei anti-evolução de Liberdade Acadêmica.

## Exibições em apoio a projetos de liberdade acadêmica
O Expelled recebeu exibições de pré-lançamento para os legisladores da Flórida e do Missouri em apoio aos projetos de Liberdade Acadêmica nesses estados. Esses projetos, muitas vezes vistos como ataques ao ensino da evolução, foram apresentados em legislaturas estaduais nos Estados Unidos desde 2004, com base nas alegações do Discovery Institute de que professores, alunos e professores universitários enfrentam intimidação e retaliação ao discutir críticas científicas de evolução e, portanto, requerem proteção. A exibição na Flórida, realizada no teatro IMAX do Challenger Learning Center de Tallahassee, Flórida, em 12 de março de 2008, foi restrita aos legisladores, seus cônjuges e assessores legislativos, com a imprensa e o público excluídos. De acordo com a lei do sol da Flórida, eles tiveram que assistir ao filme sem discutir o assunto ou organizar qualquer votação futura. Comentando sobre isso, e a polêmica sobre Roger Moore, do Orlando Sentinel, ter visto o filme, apesar das tentativas dos promotores de retirar o convite que lhe fizeram, o líder democrata da Câmara, Dan Gelber, de Miami Beach, Flórida, afirmou: de uma ironia: O público é expulso de um filme chamado Expelled . " A exibição foi assistida por cerca de 100 pessoas, mas poucos eram legisladores, e a maioria dos legisladores manteve-se ausente.
Pouco antes do lançamento geral do filme, Walt Ruloff deu uma entrevista coletiva na Heritage Foundation em Washington, DC, em 15 de abril, e anunciou seus planos de usar o filme como parte de uma campanha para aprovar projetos de liberdade acadêmica em vários estados americanos . Pelo menos uma entrevista coletiva do Discovery Institute sobre as contas incluiu a exibição de Expelled . A questão foi reavivada em 2009 quando o senador da Flórida Stephen R. Wise citou o filme como uma das razões pelas quais ele está patrocinando planos para apresentar um projeto de lei exigindo que professores de biologia apresentem a ideia do design inteligente.

## PZ Myers e Richard Dawkins na seleção de pré-lançamento de Minnesota
O entrevistado expulso PZ Myers foi impedido de assistir ao filme antes do lançamento por um segurança de contrato, enquanto Myers, seu colega entrevistado Richard Dawkins e membros da família de Myers esperavam juntos na fila para entrar no teatro. Myers disse que se candidatou a ingressos para si e seus convidados no site onde os produtores do filme ofereciam passes gratuitos para a exibição ao público em geral. Dawkins e a família de Myers puderam comparecer, mas Myers e Dawkins concluíram que Dawkins também teria sido recusado se os promotores do filme tivessem reconhecido quem ele era.
Essa rejeição de um dos apoiadores da evolução com destaque no filme criou furor quando críticos e apoiadores lançaram relatos conflitantes sobre o incidente. Myers escreveu: "Fui assistir a uma exibição do filme de propaganda criacionista, Expelled, há alguns minutos. Bem, eu tentei … mas fui expulso ! " Antes dessa exibição, Myers e Dawkins foram muito públicos em suas condenações ao próximo filme, levando-os a concluir que esta foi a razão pela qual Myers foi banido da exibição. Dawkins acusou "PZ está extensivamente no filme. Se alguém tinha o direito de ver o filme, era ele. "
Walt Ruloff respondeu que eles estavam usando as exibições para estimular uma publicidade favorável para o filme, e Mark Mathis confirmou que ordenou que Myers fosse afastado. Ele escreveu: "À luz da untruthful Myers' blogging sobre Expulso eu decidi que era melhor tê-lo esperar até 18 de Abril e pagar para ver o filme. Outros, outros notáveis, foram autorizados a ver o filme. Em uma exibição privada, é minha decisão. " Mas ele continuou: "Ao contrário do sistema darwinista, não expulsamos ninguém".
Os críticos do filme ridicularizaram publicamente a ejeção de Myers como um erro de relações públicas. Eugenie Scott, que também apareceu no filme, foi citada para dizer que ela e outros defensores da evolução estavam gostando de "uma risada de cavalo" durante o episódio. Myers disse: "Não consigo imaginar um resultado melhor para isso. Eles se mostraram totalmente desonestos e estão tentando esconder a verdade sobre o filme, o que é uma vantagem para mim. E eles se mostraram idiotas inflamados. " Dawkins descreveu o evento como "um presente" e disse "não poderíamos pedir nada melhor".

## Promoção
A promoção de Expelled foi administrada principalmente pela Motive Entertainment, agência que promoveu o filme de sucesso de 2004, The Passion of the Christ, com outras três firmas de relações públicas também contratadas. Os produtores gastaram cerca de US $ 8,5 milhões para comercializar seu filme, com US $ 3,5 milhões adicionais gastos na produção, resultando em um orçamento total de US $ 12 milhões. Os promotores visavam principalmente a públicos religiosos, oferecendo sorteios e recompensas às igrejas que vendiam a maioria dos ingressos, e ofereciam somas de até US $ 10.000 a escolas que enviassem seus alunos para assistir ao filme. Antes do lançamento do filme, os produtores Walt Ruloff, Mark Mathis e Logan Craft forneceram entrevistas a vários meios de comunicação cristãos promovendo o filme e enfatizando seu potencial para impactar o debate sobre a evolução. A Motive Entertainment também enviou um representante para se encontrar com líderes religiosos e enfatizar a mensagem criacionista do design inteligente do filme, inspirando muitos a promover ativamente o filme em suas próprias comunidades religiosas. Alguns meios de comunicação cristãos também promoveram o filme.
Organizações afiliadas ao Discovery Institute ajudaram a divulgar o filme. Ela usou seu site e blog Evolution News & Views para publicar mais de vinte artigos vinculando a promoção do Expelled a seus esforços para aprovar o "Ato de Liberdade Acadêmica de Evolução" (SB2692) na Flórida.
Stein apareceu nos programas de televisão a cabo The O'Reilly Factor e Glenn Beck Program para falar sobre o filme. Em sua entrevista com o comentarista político Bill O'Reilly, O'Reilly caracterizou o design inteligente como a ideia de que "uma divindade criou a vida", e Stein respondeu que "Não há dúvida sobre isso. Temos muitas e muitas evidências disso no filme. " O Discovery Institute rapidamente divulgou uma declaração de que quando Bill O'Reilly confundiu design inteligente com criacionismo, ele o definiu erroneamente como uma tentativa de encontrar um designer divino e lamentou que "Ben se referisse às 'lacunas' na teoria de Darwin, como se essas são as únicas questões abordadas pela teoria do design inteligente. "
Stein e os produtores deram uma conferência de imprensa por telefone facilitada pelo representante da Motive Entertainment, Paul Lauer . Os jornalistas participantes foram obrigados a enviar suas perguntas com antecedência para a triagem e apenas duas perguntas feitas por membros da imprensa foram respondidas. Um dos jornalistas participantes, Dan Whipple, do Colorado Confidential, comparou a coletiva de imprensa cuidadosamente encenada e estritamente controlada com a declaração de Ruloff de que "O que realmente pedimos é liberdade de expressão e permissão para a ciência, e estudantes, pessoas em aplicações ou pesquisa teórica para ter liberdade de ir aonde precisa e fazer as perguntas ”. Ele o chamou de "hipócrita em sua suposta defesa da 'liberdade de expressão'".

## Recepção
Expelled: No Intelligence Allowed não foi exibido com antecedência para os críticos de cinema, e quando o filme foi lançado, recebeu críticas negativas. O filme recebeu uma avaliação de 11% no Rotten Tomatoes com base em 46 avaliações com uma avaliação média de 3/10. O consenso crítico do site diz "Cheio de argumentos paternalistas e mal estruturados, Expelled é uma manobra política cínica disfarçada de documentário". O Metacritic relatou que o filme teve uma pontuação média de 20 em 100, com base em 13 avaliações.
O uso extensivo de dispositivos no estilo Michael Moore mas o filme foi caracterizado principalmente como chato, exagerado e não convincente. Outros acharam isso um insulto e ofensivo para os religiosos. The Globe and Mail ' revisão de filme chamou-lhe "um exemplo appallingly inescrupuloso de propaganda hack". A Vue Weekly chamou de "propaganda anticientífica disfarçada de jornada de tolo Michael Moore, cheia de manobras hipócritas, truques baratos e falsidade absoluta". Ao notar que o filme é tecnicamente bem feito (com boa fotografia e edição), Roger Ebert criticou o conteúdo do filme:

"Este filme é desprezivelmente ignorante, manipulador, inclinado, citações escolhidas a dedo, tira conclusões injustificadas, faz justaposições ultrajantes (tropas soviéticas em marcha representando os oponentes do DI), patetas em torno da religião (nenhum crente identificado entre as pessoas do DI), segue entre citações que não são sobre a mesma coisa, conta mentiras descaradas e faz uma associação completamente infundada entre liberdade de expressão e liberdade de ensinar religião em um curso universitário que não seja sobre religião".
Diversas críticas, incluindo as do USA Today e da Scientific American, descreveram o filme como propaganda. O Chicago Tribune rating ' era '1 estrela (ruim)', enquanto o New York Times descreveu como 'um mascaramento-teoria da conspiração discurso como inquérito investigativo' e 'uma peça de propaganda sem escrúpulos que insultos crentes e não crentes iguais' . A Christianity Today deu ao filme uma crítica positiva, ganhando uma classificação de 3 em 4 estrelas.
A Associação Americana para o Avanço da Ciência (AAAS) emitiu um comunicado para dizer que estava "especialmente desapontado ao saber que os produtores de um filme de propaganda de design inteligente chamado Expelled estão inadequadamente colocando a ciência contra a religião". Ele continuou dizendo que a organização "condena ainda mais a profunda desonestidade e falta de civilidade demonstrada por este esforço", e disse que o filme "busca forçar pontos de vista religiosos nas aulas de ciências — apesar das decisões judiciais que impediram os esforços para trazer o criacionismo e o design inteligente nas escolas ". Eles também descreveram o filme como propaganda desonesta e divisionista, com o objetivo de introduzir idéias religiosas nas salas de aula de ciências das escolas públicas. Paul Kurtz, fundador e falecido presidente do Center for Inquiry, chamou o filme de "propaganda anticientífica" e um "exercício de antiintelectualismo no seu pior".
A resposta de grupos cristãos conservadores ao filme foi geralmente positiva, elogiando o filme por seu humor e por se concentrar no que eles consideram um problema sério. Tom Bethell, editor sênior do The American Spectator, disse que "a única reclamação sobre Expelled, com lançamento previsto para abril, é que seu fim veio cedo demais". A Screen Rant deu ao Expelled 4,5 de 5 estrelas, dizendo que "sua opinião sobre o filme será com quase total certeza prevista por suas opiniões sobre Darwinismo vs Design Inteligente".
O filme foi usado em exibições privadas para legisladores como parte da campanha de design inteligente do Discovery Institute para os chamados projetos de Liberdade Acadêmica . Stein recebeu o Freedom of Expression Award por seu trabalho em Expelled from the Home Entertainment Awards na Entertainment Merchants Association 's Home Media Expo 2008, realizada no Palms Casino Resort em Las Vegas, Nevada .

## Bilheteria e vendas de vídeos caseiros
Em setembro de 2018, Expelled arrecadou mais de 7,7 milhões de dólares e foi o 33.º documentário de maior bilheteria nos Estados Unidos desde 1982, e o 9.º documentário político de maior bilheteria desde 1982. Expelled estreou em 1.052 cinemas, ganhando $ 2.970.848 no fim de semana de estreia, com uma média de 2824 dólares nas salas. Antes da estreia do filme, o produtor Walt Ruloff disse que o filme poderia superar a estreia de 23,9 milhões de dólares da polêmica de Michael Moore em 2004 contra o presidente George W. Bush, Fahrenheit 9/11, o melhor lançamento para um documentário até agora. ' retornos de Expelled foram impressionantes para um filme no gênero documentário de baixa bilheteria, mas foi superado por Moore em 2007, Sicko e Fahrenheit 9/11 . com lançamentos de home video do Expelled distribuídos pela Vivendi Entertainment arrecadaram mais de $ 5.990.000 em vendas totais em janeiro de 2016.

## Falência e direitos do filme
A Premise Media Holdings, LP, a empresa que produziu Expelled, entrou com pedido de concordata, Capítulo 7 em 29 de dezembro de 2009. Em 31 de maio de 2011, a empresa entrou com uma ação, declarando seu desejo de vender todos os bens e direitos relacionados ao filme em leilão de acordo com o processo de falência. Os direitos do filme foram vendidos em um leilão online por $ 201.000 em 28 de junho de 2011, para um licitante não identificado.

## Leitura Adicional
- Branch, Glenn (setembro–dezembro de 2008). «Divergence over 'Expelled'». Berkeley, CA: National Center for Science Education. Reports of the National Center for Science Education. 28 (5–6): 52–53. ISSN 2158-818X. Consultado em 26 de janeiro de 2016
- Brayton, Ed (28 de setembro de 2007). «NY Times on Expelled Movie». Dispatches from the Creation Wars (Blog). New York: ScienceBlogs. Consultado em 25 de janeiro de 2016. Arquivado do original em 7 de setembro de 2015
- Souder, Mark (11 de dezembro de 2006). Intolerance and the Politicization of Science at the Smithsonian (PDF) (Staff report). Committee on Government Reform. Consultado em 25 de janeiro de 2016
- Wilkes, Gregory Chad (outubro de 2008). «Expelled: No Intelligence Allowed». Omaha, NE: University of Nebraska at Omaha. Journal of Religion and Film (Movie review). 12 (2). ISSN 1092-1311. Consultado em 26 de janeiro de 2016. Arquivado do original em 10 de setembro de 2015